# Alloxytropus elias
Alloxytropus elias är en tvåvingeart som beskrevs av Shaun L. Winterton och Kerr 2006. Alloxytropus elias ingår i släktet Alloxytropus och familjen fönsterflugor.
Artens utbredningsområde är Israel. Inga underarter finns listade i Catalogue of Life.